# Ліхава (Ласький повіт)
Ліхава (пол. Lichawa) — село в Польщі, у гміні Сендзейовиці Ласького повіту Лодзинського воєводства.
Населення — 277 осіб (2011).
У 1975-1998 роках село належало до Серадзького воєводства.

## Демографія
Демографічна структура станом на 31 березня 2011 року:
|          | Загалом | Допрацездатний вік | Працездатний вік | Постпрацездатний вік |
| -------- | ------- | ------------------ | ---------------- | -------------------- |
| Чоловіки | 131     | 30                 | 84               | 17                   |
| Жінки    | 146     | 29                 | 84               | 33                   |
| Разом    | 277     | 59                 | 168              | 50                   |